# Lemnaceae
Lemnaceae is een botanische naam, voor een familie van eenzaadlobbige planten. Een familie onder deze naam wordt algemeen erkend door systemen van plantentaxonomie, maar niet door het APG-systeem (1998), het APG II-systeem (2003) en het APG III-systeem (2009): daar worden deze planten ingedeeld in de aronskelkfamilie (Araceae). In de 23e druk (2005) van de Heukels wordt dit gevolgd.
In het Cronquist-systeem (1981) werd de familie wel erkend en geplaatst in diens orde Arales. Ook in de 22e druk van de Heukels (1996) werd de familie erkend, met als Nederlandstalige naam eendenkroosfamilie.
In Nederland was de familie vertegenwoordigd door drie geslachten: Lemna (geslacht Eendenkroos), Spirodela en Wolffia, met de volgende soorten:
- Bultkroos (Lemna gibba)
- Klein kroos (Lemna minor)
- Dwergkroos (Lemna minuta)
- Puntkroos (Lemna trisulca)
- Knopkroos (Lemna turionifera)
- Veelwortelig kroos (Spirodela polyrrhiza)
- Wortelloos kroos (Wolffia arrhiza)

De soorten drijven met schijf- of bladachtige stengels (thallus) op het wateroppervlak. Tot de familie hoort ook de kleinste bloeiende plant, Wolffia; in Nederland komt deze niet tot bloei. Deze planten vermeerderen door ongeslachtelijke voortplanting; twee dochterplanten splitsen zich af van de moederplant, zodat het wateroppervlak snel volledig bedekt wordt.